# Micropterus floridanus
Micropterus floridanus és una espècie de peix pertanyent a la família dels centràrquids.

## Descripció
- Pot arribar a una longitud de més de vint cm i pesar més de quinze lliures.
- És de cos allargat.
- Boca excepcionalment grossa.
- Presenta una osca profunda a l'aleta dorsal.[5]

## Hàbitat
És un peix d'aigua dolça, bentopelàgic i de clima subtropical que, en general, viu en aigües tranquil·les i d'abundant vegetació.

## Distribució geogràfica
Es troba a Nord-amèrica: Florida (els Estats Units).

## Observacions
És inofensiu per als humans i fou designat l'any 1975 com el peix d'aigua dolça oficial de l'estat de Florida.